# Condensador (termodinámica)

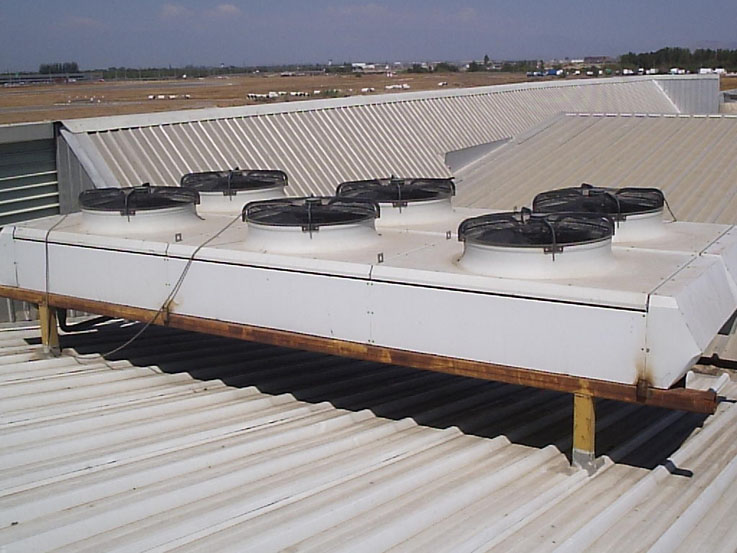
Condensador enfriado por aire para sistema de refrigeración industrial por compresión con R22.

El condensador termodinámico es utilizado muchas veces en la industria de la refrigeración, el aire acondicionado o en la industria naval y en la producción de energía eléctrica, en centrales térmicas o nucleares.
La condensación se puede producir bien utilizando aire mediante el uso de un ventilador o con agua (esta última suele ser en circuito cerrado con torre de refrigeración, en un río o la mar). La condensación sirve para condensar el vapor, después de realizar un trabajo termodinámico; por ejemplo, una turbina de vapor o para condensar el vapor comprimido de un compresor de frío en un circuito frigorífico. Cabe la posibilidad de seguir enfriando ese fluido, obteniéndose líquido subenfriado en el caso del aire acondicionado.
Adopta diferentes formas según el fluido y el medio. En el caso de un sistema fluido/aire, está compuesto por un tubo de diámetro constante que curva 180° cada cierta longitud y unas láminas, generalmente de aluminio, entre las que circula el aire.
Un condensador es un cambiador de calor latente que convierte el vapor (en estado gaseoso) en vapor en estado líquido, también conocido como fase de transición. El propósito es condensar la salida (o extractor) de vapor de la turbina de vapor para así obtener máxima eficiencia e igualmente obtener el vapor condensado en forma de agua pura de regreso a la caldera. Condensando el vapor del extractor de la turbina de vapor, la presión del extractor, que está por encima de la presión atmosférica, es reducida hasta estar por debajo de la presión atmosférica, incrementando la caída de presión del vapor entre la entrada y la salida de la turbina de vapor. Esta reducción de la presión en el extractor de la turbina de vapor, genera más calor por unidad de masa de vapor entregado a la turbina de vapor, por conversión de poder mecánico.

## Función del condensador
La función principal del condensador en una central térmica es ser el foco frío o sumidero de calor dentro del ciclo termodinámico del grupo térmico. Por tanto, su misión principal es condensar el vapor que proviene del escape de la turbina de vapor en condiciones próximas a la saturación y evacuar el calor de condensación (calor latente) al exterior mediante un fluido de intercambio (aire o agua).
En el caso de una máquina frigorífica, el condensador tiene por objetivo la disipación del calor absorbido en el evaporador y de la energía del compresor.
Además, el condensador recibe los siguientes flujos:
- Las purgas de los calentadores y otros elementos, que una vez enfriadas son incorporadas al circuito de condensado.
- El aire que procede de entradas furtivas en los diversos elementos del ciclo agua-vapor, a través de los cierres de la turbina de vapor o con el agua de reposición al ciclo. Este debe ser extraído y enviado al exterior mediante eyectores o bombas de vacío.
- El vapor procedente del escape de la turbo-bomba de agua de alimentación si la hay en la instalación.
- El vapor de los by-passes de turbina de vapor, que en determinados modos de operación transitorios (arranques, paradas, disparos, cambios bruscos de carga) conducen directamente al condensador todo el vapor generador en la caldera una vez atemperado.
- El agua de aportación al ciclo para reponer las purgas, fundamentalmente la purga continua. Esta agua es desmineralizada y proviene del tanque de reserva de condensado.

Las condiciones en el interior del condensador son de saturación, es decir, está a la presión de saturación correspondiente a la temperatura de condensación del vapor. Esta presión es siempre inferior a la atmosférica, es decir, se puede hablar de vacío.

## Disposición constructiva de un condensador en centrales térmicas
Los condensadores que emplean aire como fluido refrigerante, llamados aerocondensadores, tienen un bajo rendimiento y, por tanto, necesitan de grandes superficies para ser instalados. Este es el motivo de que el uso de este tipo de condensadores no esté generalizado, pasando a usarse sólo en los casos en los que no haya disponibilidad de agua.
Nos centraremos, por tanto, en los condensadores de agua como fluido refrigerante. Los condensadores de las centrales térmicas son cambiadores de calor tubulares, de superficie, del tipo carcasa y tubo en los que el agua (fluido refrigerante) circula por los tubos y el vapor (fluido enfriado) circula por el lado de la carcasa. Los tubos están dispuestos de forma horizontal, con una pequeña pendiente para poder ser drenados con facilidad y agrupados en paquetes.
Las partes más significativas de un condensador son:
- Cuello. Es el elemento de unión con el escape de la turbina de vapor. Tiene una parte más estrecha que se une al escape de la turbina de vapor bien directamente mediante soldadura o bien a través de una junta de expansión metálica o de goma que absorbe los esfuerzos originados por las dilataciones y el empuje de la presión atmosférica exterior. La parte más ancha va soldada a la carcasa del condensador.
- Carcasa o cuerpo. Es la parte más voluminosa que constituye el cuerpo propiamente dicho del condensador y que alberga los paquetes de tubos y las placas. Suele ser de acero al carbono.
- Cajas de agua. Colector a la entrada y a la salida del agua de refrigeración (agua de circulación) con el objeto de que esta se reparta de forma uniforme por todos los tubos de intercambio. Suelen ser de acero al carbono con un recubrimiento de protección contra la corrosión que varía desde la pintura tipo epoxi (para el agua de río) hasta el engomado(para el agua de mar). Suelen ir atornillados al cuerpo del condensador.
- Tubos. Son los elementos de intercambio térmico entre el agua y el vapor. Su disposición es perpendicular al eje de la turbina. Suelen ser de acero inoxidable (agua de río) y titanio (agua de mar).
- Placas de tubos. Son dos placas perforadas que soportan los dos extremos de los tubos. Constituyen la pared de separación física entre la zona del agua de las cajas de agua y la zona de vapor del interior de la carcasa. Suelen ser de acero al carbono con un recubrimiento (cladding) de titanio en la cara exterior cuando el fluido de refrigeración es agua de mar. La estanqueidad entre los extremos de los tubos y las placas de tubos se consigue mediante el abocardado de los extremos de los tubos y mediante una soldadura de sellado.
- Placas soporte. Placas perforadas situadas en el interior de la carcasa y atravesadas perpendicularmente por los tubos. Su misión es alinear y soportar los tubos, así como impedir que estos vibren debido a su gran longitud. Su número depende de la longitud de los tubos. Suelen ser de acero al carbono.
- Pozo caliente. Depósito situado en la parte inferior del cuerpo que recoge y acumula el agua que resulta de la condensación del vapor. Tiene una cierta capacidad de reserva y contribuye al control de niveles del ciclo. De este depósito aspiran las bombas de extracción de condensado.
- Zona de enfriamiento de aire. Zona situada en el interior de los paquetes de tubos, protegida de la circulación de vapor mediante unas chapas para conseguir condiciones de subenfriamiento. De esta manera, el aire disuelto en el vapor se separa del mismo y mediante un sistema de extracción de aire puede ser sacado al exterior.
- Sistema de extracción de aire. Dispositivos basados en eyectores que emplean vapor como fluido motriz o bombas de vacío de anillo líquido. Su misión, en ambos casos, es succionar y extraer el aire del interior del condensador para mantener el vacío. Estos dispositivos aspiran de la zona de enfriamiento de aire.

## Tipos de condensadores para centrales térmicas
Según su disposición relativa con respecto de la turbina de vapor, los condensadores pueden clasificarse en:
- Axiales. Están situados al mismo nivel que la turbina de vapor. Son típicos de turbina de vapor hasta 150 MW, potencias hasta las cuales el cuerpo de baja presión es de un solo flujo y escape axial.
- Laterales. Están situados al mismo nivel que la turbina de vapor. El cuerpo de baja presión de la turbina de vapor es de dos flujos.
- Inferiores. Están situados debajo de la turbina de vapor de baja presión, lo que les obliga a estar metidos en un foso y que el pedestal del grupo turbogenerador esté en una cota más elevada, encareciéndose la obra civil. Dadas las potencias de las centrales convencionales actuales, este es el tipo de condensador más usualmente empleado. La turbina de vapor de baja tiene doble flujo, pudiendo haber además varios cuerpos.

Según el número de pasos, pueden ser:
- De un paso. Hay una única entrada y una única salida de agua en cada cuerpo del condensador. Típica en circuitos abiertos de refrigeración.
- De dos pasos. El agua entra y sale dos veces en el cuerpo del condensador con la finalidad de causar función refrigerante.

Según el número de cuerpos:
- De un cuerpo. El condensador tiene una sola carcasa.
- De dos cuerpos. El condensador tiene dos carcasas independientes. Esta disposición es muy útil, ya que permite funcionar sólo con medio condensador.

## Tipos de condensadores para máquinas frigoríficas
Los tipos de condensadores más utilizados en una máquina frigorífica son los siguientes:
- Tubos y aletas. Se utilizan cuando se disipa el calor a una corriente de aire.
- De placas. Se utilizan cuando se disipa el calor a una corriente de agua.

- Datos: Q607569
- Multimedia: Condensers / Q607569